# Brian J. White
Brian J. White est un acteur américain né le 21 avril 1975 à Boston dans le Massachusetts (États-Unis).

## Biographie
Brian Joe White est un acteur, danseur, joueur de Crosse (sport) et de football américain /militant social, né le 21 avril 1975 à côté de Boston (Massachusetts, États-Unis). Il est l'ainé d'une famille de 6 enfants. Sa mère est une bénévole et son père Jojo White est un joueur de basket-ball dans l'équipe des Boston Celtics.
Il suit des études en sciences politiques, psychologie et théâtre au Dartmouth College. Diplômé, il commence une carrière sportive, engagé à la fois en NFL avec les New England Patriots et en National Lacrosse League avec les Boston Blazers.
À cause d'une blessure, il doit renoncer définitivement à sa carrière sportive. Il commence alors une carrière de mannequin et fonde une compagnie de danse et de théâtre, la Phunk Phenomenon Urban Dance Theater Company dont le but est la réinsertion de jeunes grâce à l'art. À l'actif de cette compagnie de nombreuses collaborations avec la NBA, Disney et MTV et des artistes comme Run DMC ou Britney Spears. Brian commence sa carrière d'acteur en 2004 à la télévision dans de nombreuses séries comme Moesha, Les Parker et surtout The Shield. La même année, il obtient son premier rôle au cinéma dans Mr. 3000 au côté de Bernie Mac. En 2005, il joue dans la production indépendante Brick et dans Dirty au côté de Cuba Gooding Jr.. En 2007, il obtient un des rôles plus important dans Stomp The Yard (Steppin'), Maxi papa (The Game Plan), King Rising et la série anglaise Femmes de footballeurs. En 2009, Brian J. White a participé aux films Fighting et 12 Rounds et à la série TV Les Experts : Miami (CSI: Miami).

## Filmographie

### Cinéma

#### Court métrage
- 2002 : For Mature Audiences Only : Model
- 2012 : The Carlton Dance (vidéo) : Brian

#### Long métrage
- 1997 : L'Entremetteur : Jason (non-crédité)
- 1999 : Le Mariage de l'année : Bachelor Party and Wedding Guest
- 2001 : Me & Mrs. Jones : Tracy Wainwright
- 2003 : The Movie Hero : Antoine Thompson / The Sidekick
- 2003 : Malibooty! (vidéo) : Marco
- 2003 : Redemption (vidéo) : Christian Rayne
- 2004 : Mr. 3000 : Rex 'T-Rex' Pennebaker
- 2004 : Trois : The Escort (vidéo) : Trenton "Trent" Meyer
- 2005 : Venice Underground : Thomas Bendenelli
- 2005 : Brick : Brad Bramish
- 2005 : Dirty : inspecteur Sayed
- 2005 : Esprit de famille : Patrick Thomas
- 2006 : DOA: Dead or Alive : Zack
- 2006 : Ways of the Flesh : Dr. Ray Howard
- 2007 : Steppin' : Sylvester
- 2007 : Daddy's Little Girls : Christopher (non-crédité)
- 2006 : King Rising : commandant Tarish
- 2007 : Manipulation 2 (Motives 2) (vidéo) : Donovan Cook
- 2008 : Maxi papa : Jamal Webber
- 2009 : 12 Rounds : Hank Carver
- 2009 : Fighting : Evan Hailey
- 2009 : I Can Do Bad All by Myself : Randy
- 2011 : Politics of Love : Kyle Franklin
- 2012 : La Cabane dans les bois : Truman
- 2012 : What My Husband Doesn't Know (vidéo) : Paul
- 2012 : Good Deeds : Walt Deeds
- 2013 : Someone to Love : Darrell Brent
- 2014 : Getting Even : Ike Williamson
- 2015 : Walter : Darren
- 2015 : My Favorite Five : Christopher Michaels
- 2015 : Bachelors : Miles
- 2015 : Where Children Play : Jeremy Spencer
- 2016 : Only for One Night : William
- 2016 : 36 Hour Layover : Quincy
- 2018 : Amateur : Vince
- 2018 : We Belong Together: Jamais l'un sans l'autre: Détective Daily
- 2018 : Never Heard : Manuel Jackson
- 2019 : Dear Frank : Frank
- 2019 : A Shot for Justice : Brandon Williams
- 2021 : All the Men in My Life : Kevin

### Télévision

#### Téléfilm
- 2000 : Something to Sing About de Charlie Jordan : Robert
- 2002 : Nancy Drew, journaliste-détective de James Frawley : Franklin "Sweet Money" Roosevelt Sanderson
- 2003 : The Lone Ranger de Jack Bender : Joseph Freedman
- 2007 : Football Wives de Bryan Singer : Kyle Jameson
- 2015 : With This Ring de Nzingha Stewart : Damon
- 2016 : Media de Craig Ross Jr. : Michael Jones
- 2019 : Black Privilege de Mark Harris : Échevin Tryone Burke
- 2023 : Hantée par mon mari de Darin Scott Southam : Billy

#### Série télévisée
- 2000 : Felicity (saison 2, épisode 19 : Que le meilleur gagne) : étudiant #1
- 2000 : Moesha : Gabe
  - (saison 5, épisode 18 : Gimme a Break)
  - (saison 5, épisode 19 : Something About Moesha)
  - (saison 5, épisode 21 : Arriving Right on Q)
- 2001 : Undressed (MTV's Undressed) : Aaron
- 2001 : Spyder Games (en) (24 épisodes) : Alex Peters
- 2001 : Les Parker (The Parkers) (saison 3, épisode 02 : Crazy Love) : Omar
- 2003 : Lizzie McGuire (saison 2, épisode 31 : Le Grand Flop de Gordo) : Pizza Guy
- 2003 - 2008 : The Shield (11 épisodes) : inspecteur Tavon Garris
- 2004 - 2005 : Second Time Around (en) (13 épisodes) : Nigel Muse
- 2006 : Dernier Recours (saison 1, épisode 09 : Le Poids du souvenir) : Scott Burrows
- 2006 : Ghost Whisperer : officier Barrett
  - (saison 2, épisodes 16 : Braquage)
  - (saison 2, épisodes 18 : Fille de fantôme)
- 2007 - 2008 : Moonlight (7 épisodes) : lieutenant Carl Davis
- 2009 - 2011 : Men of a Certain Age (16 épisodes) : Marcus
- 2009, 2012 : Les Experts : Miami (CSI: Miami)
  - (saison 7, épisode 12 : Trou de mémoire) : Kurt Sabin
  - (saison 10, épisode 13 : Le Donneur) : Greg McCallister
- 2011 : Body of Proof (saison 1, épisode 02 : Lâcher prise) : Brian Hall
- 2011 : 9ine : Michael
  - (saison 1, épisode 03 : November)
  - (saison 1, épisode 06 : February)
  - (saison 1, épisode 07 : March)
  - (saison 1, épisode 08 : April)
- 2011 : Love Bites (saison 1, épisode 05 : Stand and Deliver) : Dante (segment "There Goes My Hero")
- 2012 : Burn Notice (saison 6, épisode 08 : À visage découvert) : agent Woods
- 2012 - 2013 : Beauty and the Beast (15 épisodes) : Joe Bishop
- 2013 - 2014 : Hostages (8 épisodes) : colonel Thomas Blair
- 2013 - 2015 : Mistresses (12 épisodes) : Blair Patterson
- 2014 : The Rebels (saison 1, épisode 01 : Pilot) : Moose Stockton
- 2014 : Major Crimes (saison 3, épisode 04 : Et que justice soit faite) : DDA Jeff Lee
- 2014 : Hawaii 5-0 (Hawaii Five-0) (saison 5, épisode 02 : Ka Makuakane) : Jason Hollier
- 2015 : Suits : Avocats sur mesure (Suits) (saison 4, épisode 12 : Qui respecte qui ?) : Garrett Brady
- 2015 : Another Period (saison 1, épisode 05 : Senate) : Chauncey Alistair
- 2015 : Chicago Police Department (Chicago P.D.) (saison 3, épisode 07 : Sous son aile) : Dallas Patterson
- 2015 : Scandal (6 épisodes) : Franklin Russell
- 2015 : Chicago Fire (9 épisodes) : Dallas Patterson
- 2016 : Colony (saison 1, épisode 02 : Brave New World) : George
- 2017 : APB : Alerte d'urgence : Reggie Walker (saison 1, épisode 5)
- 2017 - 2018 : Ray Donovan : Jay White (11 épisodes)
- 2018 : Taken : Julian Vox (saison 2, épisode 4)
- 2018 : Young and Hungry : Eric (saison 5, épisode 18)
- 2018 - 2019 : Bronx SIU : Jimmy (14 épisodes)
- 2018 - 2021 : Monogamy : Dallas (15 épisodes)
- 2019 : Ambitions : Evan Lancaster (18 épisodes)
- 2020 : Howard High (mini-série) : Frank King
- 2020 : Stereoscope : Lewis Thomas (10 épisodes)
- 2022 - 2024 : The Black Hamptons : Jeffery Bowen (12 épisodes)
- 2023 : Fosters Law : Edward Foster (7 épisodes)
- 2024 : The Rookie : Le Flic de Los Angeles : Mark Greer <samll>(saison 6, épisode 5)
- 2024 : Esprits criminels : Vincent Orlov (4 épisodes)